# 伴娘

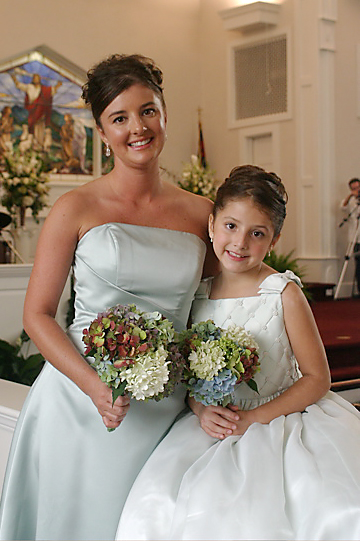
伴娘與年輕小伴娘。

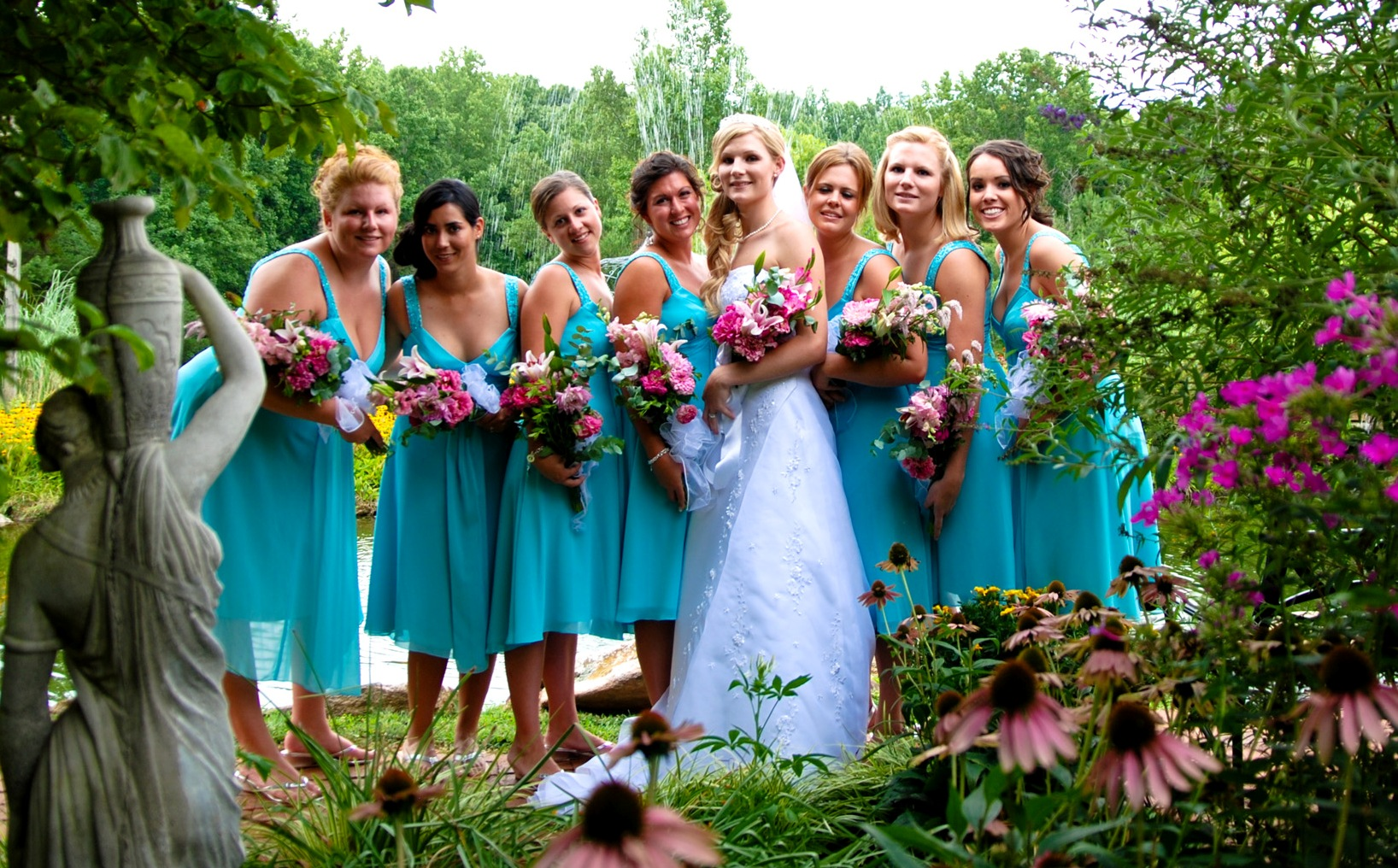
新娘及七位伴娘

伴娘（bridesmaid or maid of honor），也稱為女儐相、姊妹團、送嫁妹、伴姑，是婚禮中負責作為新娘隨從的人，一般會是新娘的好朋友或是姊妹，而且通常會是適婚年龄的未婚女性，但部份文化中也有由已婚女性擔任。有時伴娘一詞專指眾女儐相之首。若是年齡明顯小於適婚年齡的伴娘，會稱為小伴娘。值得注意的是，伴娘指的是陪伴新娘的人，所以不一定是女性。英語中男性伴娘稱為Bridesman。男性伴娘通常西裝或領帶會和伴郎不同，以示區分。
伴娘可能不只一個，在以往，有身份地位的人都會有隨從，隨從的人數可以展現家庭的社會地位，因此許多的伴娘可表示家庭的社會地位及財富。現代的婚禮中伴娘的數量受許多因素的影響，包括新娘的喜好，家族的人數，也會和新郎計劃安排幾位伴郎有關。
在婚禮中，對應伴娘的男性角色是伴郎，在英式英文中稱為接待者，但在美國，伴郎的角色已和帶領客人入座的接待者有很大的差異，多半會由不同的人來擔任。
在東亞古代，伴娘又稱為媵、婦從者，閩南語又稱隨嫁嫻，一般是年輕未婚女性，有時由新娘的侍女、妹妹、較年幼的女性同輩親戚或女性晚輩擔任，會跟隨新娘出門至男家，並在婚禮中代表女家負責進行部份禮儀。但也有少數地區會有與新娘同輩的已婚女性擔任伴娘，如北京把未婚伴娘稱為伴姑，已婚伴娘稱為伴嫂。如伴娘為新娘侍女，有些在婚禮結束後還會作為陪嫁丫鬟一直留在男家侍候新娘，甚至被男方納為妾。在以往的挪威及維多利亞英國時代，伴娘不是適婚年齡的女性，而是讓小女孩擔任，其工作是在婚禮進行中撒花瓣，以及幫新人拍照，不過現代的英語國家，撒花瓣的工作會已改由花女擔任。在美國，只有伴郎及伴娘是結婚執照的合法見證人。

## 工作

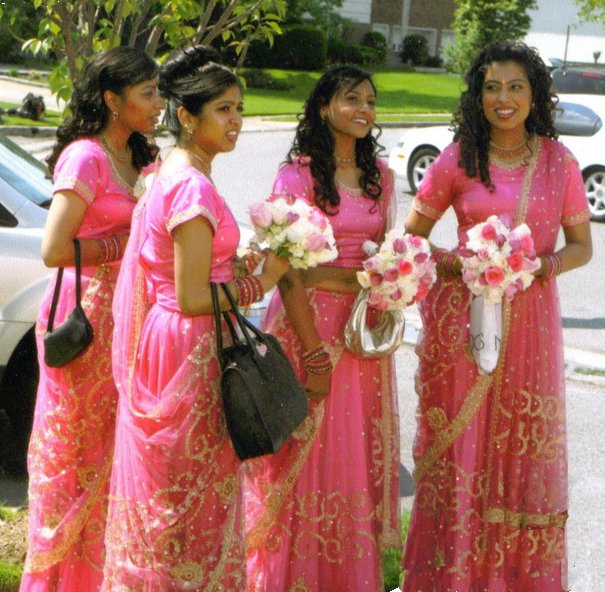
四位穿著印度傳統服飾gagra choli的伴娘

伴娘的工作會隨文化而不同，在西方社會，真正需要伴娘作的工作其實不多，不過多半的伴娘都額外的付出了許多。最基本的是，伴娘需要在婚禮當天參加婚禮，並且協助新娘。
在傳統中式婚禮中，伴娘會在新郎親迎時攔門，要求新郎做出指定要求，例如要求新郎賦催妝詩、向新郎索取指定金額的「開門紅包」，甚至要求新郎做出一些高難度或令人難堪的動作，才讓他進女家門接新娘出門。在拜堂至同牢禮時，伴娘要負責鋪席、侍候新人飲酒進食、為新人盥洗更衣等工作。有時在婚宴上，伴娘要為新娘擋酒。此外，伴娘還會在鬧房時帶動氣氛。現代華人婚禮中，伴娘有時兼顧傳統上由喜娘負責的工作，例如在新娘出門時為新娘撐傘，在新人拜見長輩負責遞茶、講吉祥語等。在中国大陆，有些地區存在闹洞房时闹伴娘的风气，調戲、非禮甚至性侵伴娘，甚至可能會以
女性性工作者擔任伴娘。
歐洲或美國一般會希望伴娘協助規劃婚宴，現代的西方婚禮中，伴娘多半會參與一些婚禮相關活動，像新娘婚前派對或單身女郎派對，不過這些都是選擇性的活動，依照禮儀專家Judith Martin的論點：「和一般認知的不同，伴娘沒有義務去款待新娘，或是穿一些她們無法負擔的衣服。」若新娘當地的習俗是會有一個伴娘的午宴，主人是新娘，因此規劃及費用都是由新娘支出。小伴娘除了參與婚禮外，一般不需要負責其他的工作。
在西方，伴娘的工作及費用會由新娘及伴娘討論後決定，有許多不同的方式。華人婚禮中伴娘的服裝會由新人或主婚人提供，但現代西方的伴娘服裝及旅行支出並非由新娘的家中支付，有時甚至需要支付結婚前相關派對的費用，因此一般會贈送伴娘禮物，謝謝她們願意擔任伴娘的角色，並且在經濟上的付出。多半受邀擔任伴娘的人也會先問需要付出的時間及金錢，再決定是否要接受，若需付出的時間或金錢可能比自己可以付出的要多，會拒絶擔任伴娘的邀請。在一些美國婚禮中，伴娘可能需要支付美金1,700元其至更多，其中主要開支是旅游结婚（到一特定旅遊風景區舉行的婚禮）的旅游費用，以及婚前派對的費用。

## 起源及歷史

### 東亞
東亞漢字文化圈傳統婚禮受中國影響，而中國傳統婚禮以周禮為本，據《儀禮·士昏禮》載，新娘出嫁時會有隨從，稱為媵，在婚禮中代表女家和輔助新娘，如鋪席，之後會與伴郎交換職責，輔助新郎，至婚禮結束。

### 西方
一般認為西方伴娘的歷史起源於罗马法，為了要打敗惡靈（當時相信在婚禮時會有惡靈出現），需要有十個見證人，穿著和新人完全一様，讓惡靈不清楚誰要結婚。一直到十九世紀的英國，仍然相信惡意的許願可以帶來詛咒，玷污婚礼。在維多利亞時代的照片中，新郎和新娘在新婚宴會中常常穿著和其他人相近的服裝。
有些人認為舊約聖經中雅各的兩個妻子利亞及拉結才是伴娘的起源，她們在結婚時都帶了她們的侍女（創世紀29:24, 46:18），但她們所帶的是隨嫁的女傭，主人婚後仍會服侍主人，和伴娘的意義有所不同。